# Erik Vendelfelt
Erik Gustaf Vendelfelt, född 10 juni 1900 i Stockholm, död 16 mars 1984 i Dalarö, var en svensk  målare, tecknare, läroverkslärare, författare och journalist.
Han var son till uppsyningsmannen Gustaf Pettersson och Annette Vendelfelt och gift första gången från 1932 med Elisabet Strobl och andra gången från 1945 med Barbro Maja Brisinger. Vendelfelt studerade vid en konstskola i Budapest 1933 och genom självstudier under resor till bland annat Nederländerna, Frankrike och Italien. Separat ställde han bland annat ut på Dalarö, Sturegalleriet, Italienska kulturinstitutet i Stockholm och på Capri. Hans konst består av figurstudier, stilleben, porträtt och landskapsskildringar huvudsakligen utförda i olja eller pastell samt illustrationer. Bland annat illustrerade han Jacob-Vasa realskola 300 år samt medverkade med teckningar i Strindbergssällskapets publikationer, Stockholms-Tidningen och Reformatorn.